# 雪富千晶紀
雪富 千晶紀（ゆきとみ ちあき、1978年2月22日 -）は、日本の小説家、ホラー作家、推理作家。女性。

## 経歴・人物
愛知県出身、在住。日本大学生物資源科学部を卒業する。2004年頃、小説の執筆活動を開始する。2014年、「死咒の島」で第21回日本ホラー小説大賞の大賞を受賞する。同年、同作を『死呪の島』と改題し刊行、小説家デビューを果たす。
受賞した際、「創作の世界には、軽い気持ちで足を踏み入れたが、書いていくにつれて、小説を書くことが自身の中で重要な位置を占めるようになってきた。長年憧れていた賞を受けたことはうれしい反面、恐ろしさに身が引き締まる気持ちがしている」との旨を述べている。選考委員の綾辻行人は、「多くのキャラクターを動かしながら、続発する怪異の謎に迫る筋運びは、モダンホラーの王道ともいえ、それをラストまで書き切った筆力は素晴らしい」と評価している。

## 作品リスト

### 単行本
- 死呪の島（2014年10月 KADOKAWA）
  - 【改題】死と呪いの島で、僕らは（2016年9月 角川ホラー文庫）
- 黄泉がえり遊戯（2015年12月 KADOKAWA）
  - 【改題】黄泉がえりの町で、君と（2017年7月 角川ホラー文庫）
- レスト・イン・ピース 6番目の殺人鬼（2018年2月 角川ホラー文庫）
- ブルシャーク（2019年8月 光文社 / 2023年2月 光文社文庫）
- ALIVE 10人の漂流者（2022年3月 KADOKAWA）
- ホワイトデス（2023年4月 光文社）

### 単行本未収録短編
小説
- ゆきおんな（『小説 野性時代』2015年8月号）
- 午前零時の講演会 新釈「耳なし芳一」（『紙魚の手帖』Vol.21 2025年 FEBRUARY）

エッセイ
- 受賞の言葉（『小説 野性時代』2014年7月号）
- 特別料理（『小説すばる』2015年4月号）

インタビュー
- 第21回日本ホラー小説大賞受賞作 死呪の島 雪富千晶紀 呪いを書くからには、ちゃんと解かなければいけない（『本の旅人』2014年11月号）
- 『ブルシャーク』刊行! 雪富千晶紀インタビュー あふれんばかりのサメ愛を語る（『小説宝石』2019年9月号）